# 奥贝格费尔诉霍奇斯案
奥贝格费尔诉霍奇斯案（英語：Obergefell v. Hodges，576 U.S. 644 (2015)）是美国联邦最高法院对于同性婚姻的重要判例。最高法院在判决中称同性婚姻的权利受到宪法保障，各州不得立法禁止。
2015年1月16日，最高法院决定将该案与田纳西州的坦科诉哈斯拉姆案（Tanco v. Haslam）、密歇根州的德波尔诉斯奈德案（DeBoer v. Snyder）以及肯塔基州的伯克诉贝希尔案（Bourke v. Beshear）这三宗同性婚姻案件一同合并审理。同年4月28日，最高法院就该案进行了口头辩论。6月26日，最高法院最终以5比4作出判决，认定根据宪法第十四修正案的条款，各州必须为申请结婚的同性伴侣颁发结婚证，并承认由其他州所颁发的同性结婚证。大法官安东尼·肯尼迪撰写了多数意见书，并得到了鲁斯·巴德·金斯伯格、史蒂芬·布雷耶、索尼娅·索托马约尔、艾蕾娜·卡根四位大法官的认同。反对该判决的则有首席大法官约翰·罗伯茨以及大法官安东宁·斯卡利亚、克拉伦斯·托马斯和塞缪尔·阿利托。大法官安東尼·甘迺迪撰寫的判決書中引用了中國儒學經典著作《大戴禮記》中的《哀公問於孔子》中孔子所講述的一句話：「禮者，政之本與！」

## 背景

### 訴訟
2013年7月19日，來自俄亥俄州辛辛那提的同性伴侶於美国俄亥俄南区联邦地区法院提出奥贝格费尔訴卡西奇案（Obergefell v. Kasich，其中卡西奇為當時俄亥俄州第69任州長约翰·卡西奇），指稱該州歧視已於其他州合法結婚的同性伴侶。伴侣中的一方约翰·阿瑟罹患肌萎缩性脊髓侧索硬化症（渐冻人症），已经处于末期，因此这对伴侣希望俄亥俄州政府在他的死亡证明上将另一位伴侣詹姆斯·奥贝格费尔列为他的未亡配偶，因为这对伴侣已经在2013年6月11日于马里兰州合法结婚。俄亥俄州户籍登记处认为歧视已婚同性伴侣属于违宪，但俄亥俄州总检察长办公室则宣布要坚持俄亥俄州的同性婚姻禁令。

### 地方法院判决
2013年7月22日，地方法官蒂默西·S·布莱克通过了这对伴侣的请求，暂时限制俄亥俄州户籍登记处处理当地死亡证明，直至登记处将约翰·阿瑟列为「已婚」、詹姆斯·奥贝格费尔列为他的「未亡配偶」为止。 蒂默西·S·布莱克在法令中写道：「历史上，俄亥俄州的法律一直很明确：在俄亥俄州外完婚的婚姻，只要在完婚处有效，那么在俄亥俄州也有效」，他还表示近亲或未成年人间的婚姻虽然在俄亥俄州违法，但如果在其它管辖地区判为合法，是会受到俄亥俄州承认的。 俄亥俄州总检察长麦克·迪怀恩表示他不会就此法令上诉。
2013年8月13日，蒂默西·S·布莱克将暂行限制令延期至2013年12月底，并将禁令救济的口头辩论安排于2013年12月18日。 2013年9月25日，蒂默西·S·布莱克根据原告方的请求，更换被告（原来是俄亥俄州州长及总检察长）为俄亥俄州卫生部主任，案名也随之变为「奥贝格费尔诉威姆斯洛案」（英語：Obergefell v. Wymyslo）。 2013年10月22日，原告约翰·阿瑟去世。被告方请求以无实际意义为由驳回此案。蒂默西·S·布莱克法官于2013年11月1日的法令中，拒绝了驳回请求。 2013年12月23日，蒂默西·S·布莱克法官裁定，俄亥俄州拒绝承认其他管辖地区的同性婚姻属于歧视，并命令俄亥俄州在死亡证明上承认这一同性婚姻。他写道：「一个州终止其他管辖地区完婚的婚姻，即是侵犯了私人婚姻关系、家庭关系等受到最高法院保护的亲密关系。」
另一桩案件「亨利诉威姆斯洛案」（英語：Henry v. Wymyslo）与奥贝格费尔案同时由蒂默西·S·布莱克法官受理。2014年2月10日，亨利案中，四对于其它州合法结婚的同性伴侣提出上诉，要求州政府将伴侣双方都列于孩子的出生证明上。其中三对伴侣是住在俄亥俄州的女性，都预计于2014年下半年迎来宝宝的降生。第四对伴侣是住在纽约的男性，领养了一个2013年出生于俄亥俄州的儿子。 在诉讼待决期间，原告方修正诉讼为「请求法院宣布俄亥俄州的同性婚姻禁令违宪」。为给俄亥俄州提出上诉留出准备时间，蒂默西·S·布莱克法官于2014年4月4日宣布，他将在4月14日颁布法令要求俄亥俄州承认其他地区的同性婚姻。主要被告俄亥俄州卫生部主任泰德·威姆斯洛辞职后，由于与案件无关的原因，兰斯·海姆斯出任卫生部临时主任，「亨利诉威姆斯洛案」更名为「亨利诉海姆斯案」（英語：Henry v. Himes）。2014年4月14日，蒂默西·S·布莱克法官裁定，俄亥俄州必须承认其他地区的同性婚姻，4月16日，除了原告方请求的出生证明外，延缓判决执行。

## 法院意見書

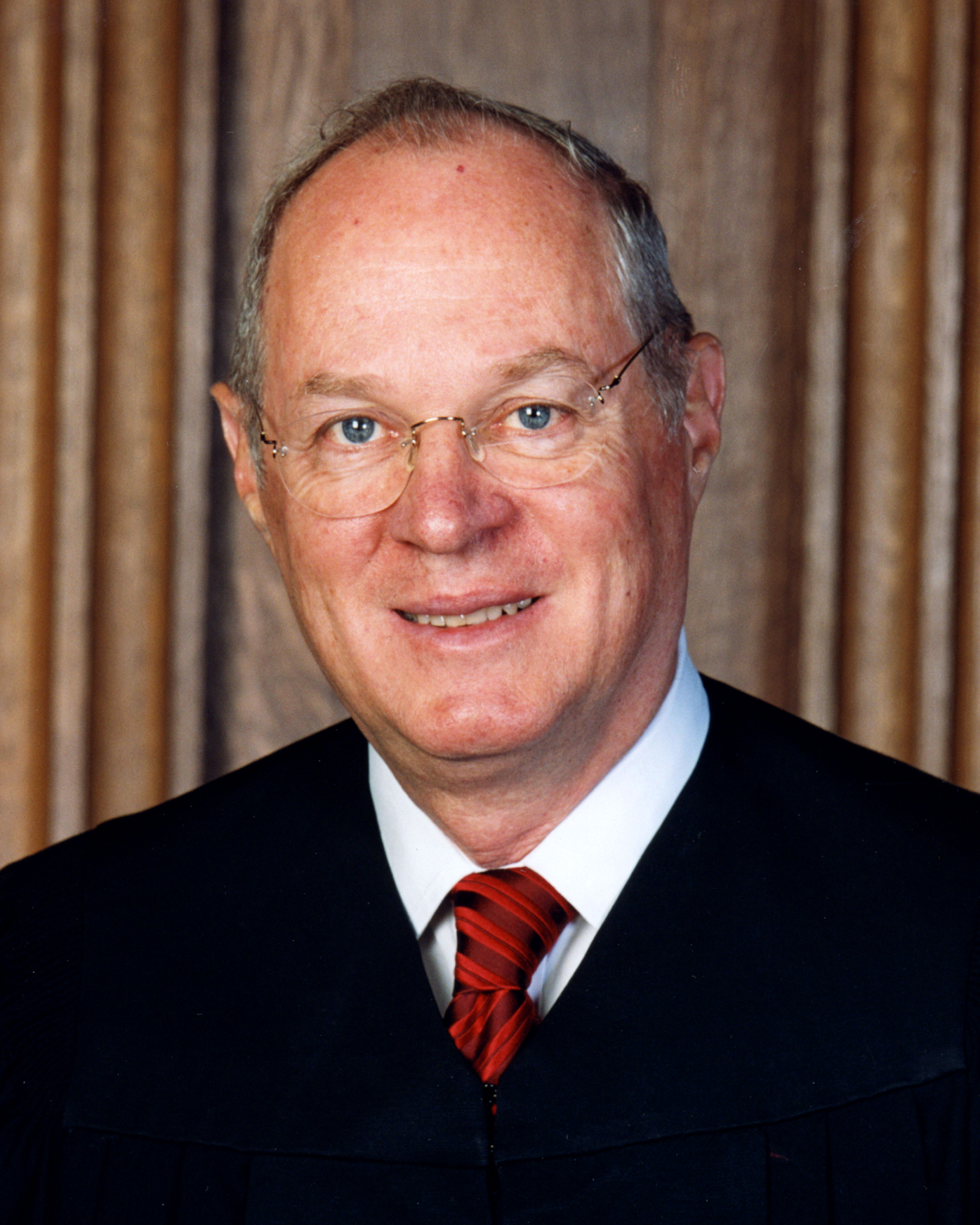
甘迺迪大法官，法院意見書的執筆者

2015年6月26日，美國最高法院以5-4的票數，判決依據美國憲法第十四修正案，規定所有的州必須准許同性婚姻，並承認他州准許的同性婚姻。法院推翻了之前「貝克訴尼爾森案（Baker v. Nelson）」中的判決，因為第六巡迴上訴法院援引此案做為先例。
「奧貝格費爾訴霍奇斯案」的判決正好是「美國訴溫莎案」的兩周年，在該案中法院裁定推翻捍衛婚姻法案（DOMA）的第三部分，在該部分中規定聯邦政府不得承認同性婚姻。本案判決同時也正好是「勞倫斯訴德克薩斯州案」的12周年，在該案中推翻了13個州中的性悖軌法，使同性戀在全美國非刑事化。每個大法官在「奧貝格費爾」一案中的意見，都與在「溫莎」一案中的意見保持一致。在兩個案件中，甘迺迪大法官都撰寫了法院的主要意見書，而且都被認為是唯一的「搖擺票」。

### 多数派意见
大法官安東尼·甘迺迪執筆的主要意見書，聯名的有大法官魯思·巴德·金斯伯格、史蒂芬·布雷耶、索尼婭·索托馬約爾以及艾蕾娜·卡根，在意見書中指出：
沒有任何結合比婚姻來得更深刻，因為它體現了最崇高的愛情、忠誠、奉獻、犧牲，以及家庭。透過婚姻關係的締結，兩個人變得比原來的自己還要更堅強。正如本案中的一些上訴者所展現的，婚姻體現的愛甚至可以超越生死。說他們不尊重婚姻的理念，實在是有所誤解。他們的苦苦爭取正說明了他們尊重，尊重到尋求法律途徑以求實現的地步。他們希望不要在寂寞中度日，被排除於文明社會最古老的制度之外。他們爭取的是法律上的平等權利。憲法現在就要給他們這項權利。——大法官安東尼·甘迺迪，奧貝格費爾訴霍奇斯案主要意見書

## 两党声音

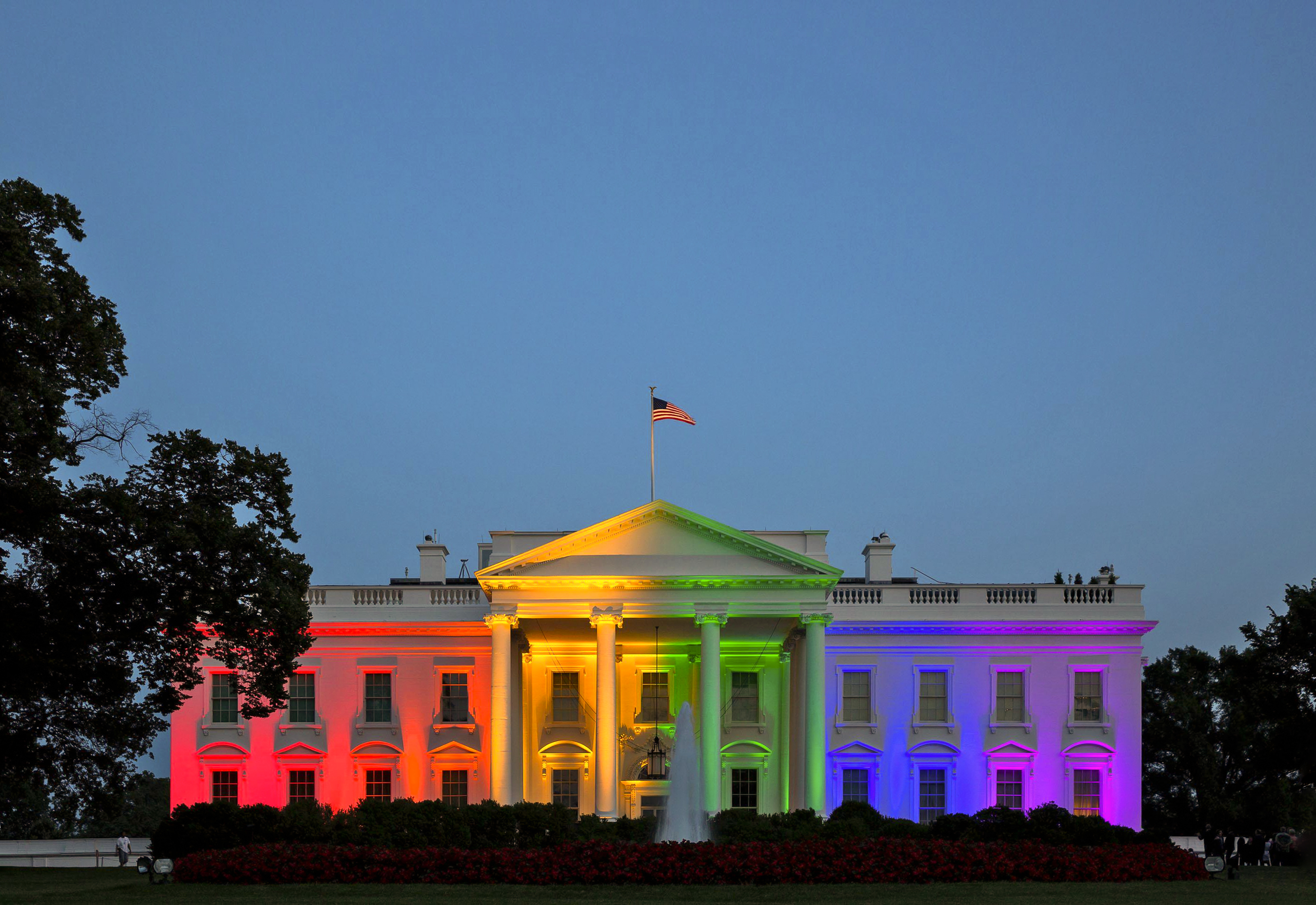
白宮投射六色彩虹，表達支持最高法院的判決。

民主黨方面，普遍支持最高法院的判決，白宮投射六色彩虹光雕，表達支持最高法院的判決，時任總統巴拉克·奧巴馬和副總統喬·拜登亦表示支持。民主黨的總統參選人希拉里·克林頓及伯尼·桑德斯亦支持最高法院的判決。
共和黨方面，普遍持反對的態度，但不少的意見與撰寫反對意見書的約翰·罗伯茨相若，認為最高法院不應以立法的方式強行使同性婚姻全國得到法律保障，主張應由各州自行決定立法。絕大多數共和黨的總統參選人反對同性婚姻，亦反對有關裁決，包括泰德·克魯茲、馬可·魯比歐、蘭德·保羅、傑布·布什及唐納·川普。

## 後續

### Pavan v. Smith
在Pavan v. Smith（2016）中，最高法院以 6 比 3 的投票結果重申了“Obergefell”，並裁定各州在核發出生證明時，不得區別對待已婚同性伴侶和已婚異性伴侶。 在Obergefell中，出生證明被列為通常伴隨婚姻的「政府權利、福利和責任」。法院引用Obergefell，重申「憲法賦予同性伴侶在與異性伴侶相同的條款和條件下民事婚姻的權利。」

### 多布斯訴傑克森女性健康組織案
2022年6月24日，最高法院在多布斯訴傑克森女性健康組織案以5比4的表決推翻了羅訴韋德案的判決後，大法官塞繆爾·阿利托的多數意見書稱該裁決結果只適用於墮胎，不應影響其他實質性正當程序的前案。托馬斯則在獨自撰寫的協同意見書裡，聲稱在將來的訴訟中，應該要重新審理本案、格里斯沃爾德訴康乃狄克州案及勞倫斯訴德克薩斯州案。
不同意見書批評多數意見拒絕判決先例，推翻可追溯到格里斯沃爾德訴康乃狄克州案（1965年）的先例，並表示「要不多數意見不真正相信自己的論據。若果真相信，那麼所有歷史無法追溯到19 世紀中葉的權利，都是不安全的。要麼多數意見是虛偽的，要麼新補充的憲法權利都受到了威脅。這兩者當中，自己選一個。」

### 尊重婚姻法案
由於最高法院先前推翻「羅訴韋德案」，終結憲法對墮胎權的保護，基於該案的推論理據，保障同性婚姻與避孕管道的類似裁決前例遭到威脅。作為回應，美國國會通過了《尊重婚姻法案》以聯邦層級保障同性婚姻和異族婚姻，並廢除了《捍衛婚姻法案》。該法規定：如果一個人的婚姻在締結婚姻的美國領土有效；或在任何美國領土以外締結婚姻並且該婚姻在締結地有效且本來可以在美國領土內締結，則應被視為已婚。《尊重婚姻法案》在2022年12月13日由拜登總統簽署生效。

## 延伸閲讀
- Cathcart, Kevin M., and Leslie J. Gabel-Brett, eds. Love Unites Us: Winning the Freedom to Marry in America. New York: New Press, 2016. ISBN 978-1-59558-550-9.
- Cenziper, Debbie, and Jim Obergefell. Love Wins: The Lovers and Lawyers Who Fought the Landmark Case for Marriage Equality. New York: William Morrow, 2016. ISBN 978-0-06-245608-3.
- Frank, Nathaniel. Awakening: How Gays and Lesbians Brought Marriage Equality to America. Cambridge, MA: Belknap Press of Harvard University Press, 2017. ISBN 978-0674737228.
- Leslie, Christopher R. "Dissenting from History: The False Narratives of the Obergefell Dissents." Indiana Law Journal 92, no. 3 (2017): 1007–57.
- Tribe, Laurence H. "Equal Dignity: Speaking Its Name." Harvard Law Review Forum 129, no. 1 (2015): 16–32.
- Yoshino, Kenji. "A New Birth of Freedom?:  Obergefell v. Hodges." Harvard Law Review 129, no. 1 (2015): 147–79.